# 黒田章裕
黒田 章裕（くろだ あきひろ、1949年9月28日 - ）は、日本の実業家。コクヨ代表取締役会長。祖父はコクヨ創業者の黒田善太郎、実父は黒田暲之助、叔父は黒田靖之助。

## 来歴・人物
大阪府大阪市出身。甲陽学院高等学校を経て、慶應義塾大学経済学部卒業。1972年にコクヨへ入社。1977年に同社取締役、その後常務取締役、専務取締役を経て、1987年に副社長に就任。1989年、叔父で三代目社長黒田靖之助の急逝に伴い、39歳で社長に就任。2015年3月27日付けで、現職。後任社長には長男の黒田英邦が務める。
2013年大阪日米協会会長。その他には全日本紙製品工業会副理事長などを務める。
2017年5月より関西経済同友会代表幹事及び2025日本万国博覧会誘致委員会副会長を丸一鋼管会長の鈴木博之やりそな銀行副会長の池田博之とともに務めた。2020年大阪府工業協会会長。同年旭日中綬章受章。